# La grande avventura dei Dalton
La grande avventura dei Dalton (Lucky Luke - Les Dalton en cavale) è un film d'animazione del 1983 diretto da William Hanna, Joseph Barbera, Morris e Ray Petterson con protagonisti Lucky Luke e i fratelli Dalton. Il film è diviso in tre episodi, ed è basato sui album I Dalton nella tormenta del 1963, I Dalton si ravvedono del 1965 e Ma Dalton del 1971. Il film uscì in Francia il 14 dicembre 1983. In Italia è stato invece trasmesso direttamente in TV, su K2, nel mese di settembre del 2015. Questi tre episodi sono stati "riciclati" per la serie animata Lucky Luke del 1984.

## Trama
I quattro fratelli Dalton evadono di prigione e, per sfuggire a Lucky Luke, Joe decide di scappare in Canada sotto falso nome. Luke, aiutato dal suo cavallo Jolly Jumper, il cane Rantanplan e un mountie canadese, ri-acciuffa i quattro fuorilegge e li riporta nella prigione americana.
Tempo dopo, la madre dei Dalton porta di nascosto degli oggetti per far fuggire i suoi figli e i quattro la raggiungono subito dopo. Per poter riprendere le loro scorribande, Joe si traveste da sua madre e deruba le città vicine. Luke li catturerà con lo stesso metodo.
Di nuovo in prigione, il governo decide di sperimentare la neo "libertà vigilata" con i Dalton, sotto l'occhio di Lucky Luke. I quattro dovranno comportarsi bene per un mese e, se ce la faranno, saranno liberi. Approfittando della situazione, dei loro colleghi si fingono loro e cercano di compiere scorribande a loro nome. Luke e i Dalton li danno la caccia, e i Dalton tornano e acciuffano i mascalzoni. Il mese è però scaduto e i quattro tendono un agguato a Luke che li informa che sono passati solo 30 giorni e non 31 e il progetto fallisce. Sulla strada in treno per la prigione, Mamma Dalton dirotta la locomotiva e cerca di portare in salvo i suoi figli, fallendo.